# Sadovo (obchtina)
Sadovo (bulgare : Садово) est une obchtina de l'oblast de Plovdiv en Bulgarie.